# U-134 (1941)
U-134 – niemiecki okręt podwodny (U-Boot) typu VII C z okresu II wojny światowej. Okręt wszedł do służby w 1941.

## Historia
W czasie II wojny światowej odbył 7 patroli bojowych, spędzając na  morzu 379 dni. Zatopił 3 statki o łącznej pojemności 12 147 BRT, w tym – omyłkowo – niemiecki „Steinbek” (grudzień 1941, 2185 BRT). 18 lipca 1943 roku zestrzelił amerykański sterowiec K-74.
Zatopiony 24 sierpnia 1943 roku w pobliżu Vigo (Hiszpania) przez brytyjski samolot  Vickers Wellington z dywizjonu 179/J. Zginęła cała załoga – 48 oficerów i marynarzy.

## Przebieg służby
- 26.07.1941  – 31.10.1941  – 5. Flotylla U-bootów w  Kilonii (szkolenie)
- 01.11.1941  – 24.08.1943  – 3. Flotylla U-bootów w  La Pallice (okręt bojowy)
- 24.08.1943  – zatopiony

Dowódcy:

26.07.1941  – 02.02.1943  – Kapitanleutnant (kapitan marynarki) Rudolf Schendel

03.02.1943  – 24.08.1943  – Kapitanleutnant (kapitan marynarki) Hans-Günther Brosin